# 227省道 (安徽省)
安徽省道227，又称朱长路，是安徽省省道之一。 227省道起于合肥市长丰县朱巷镇，终于合肥市肥东县长临河镇。途经长丰县和肥东县，于白龙镇连接 合相路和 白迎路，于长临河镇接入 环巢湖大道。朱巷至白龙段原为 长白路，白龙至店埠段原为 店白路，店埠至长临河段原为 店忠路。